# Kvalifikace na Mistrovství světa ve fotbale 2014 (CONMEBOL)
Kvalifikace na Mistrovství světa ve fotbale 2014 zóny CONMEBOL určila 4 účastníky finálového turnaje a jednoho účastníka mezikontinentální baráže.
Jihoamerické kvalifikace se účastnilo pouze 9 týmů, protože  Brazílie měla účast na závěrečném turnaji jistou jako pořadatel. Celky utvořily jednu skupinu, ve které se utkaly každý s každým doma a venku. První čtyři postoupili přímo na závěrečný turnaj, zatímco celek na páté pozici čekala mezikontinentální baráž.

## Tabulka
| Tým       | Z  | V | R | P  | VG | IG | +/- | B  |
| --------- | -- | - | - | -- | -- | -- | --- | -- |
| Argentina | 16 | 9 | 5 | 2  | 35 | 15 | +20 | 32 |
| Kolumbie  | 16 | 9 | 3 | 4  | 27 | 13 | +14 | 30 |
| Chile     | 16 | 9 | 1 | 6  | 29 | 25 | +4  | 28 |
| Ekvádor   | 16 | 7 | 4 | 5  | 20 | 16 | +4  | 25 |
| Uruguay   | 16 | 7 | 4 | 5  | 25 | 25 | 0   | 25 |
| Venezuela | 16 | 5 | 5 | 6  | 14 | 20 | -6  | 20 |
| Peru      | 16 | 4 | 3 | 9  | 17 | 26 | -9  | 15 |
| Bolívie   | 16 | 2 | 6 | 8  | 17 | 30 | -13 | 12 |
| Paraguay  | 16 | 3 | 3 | 10 | 17 | 31 | -14 | 12 |

- Týmy  Argentina,  Kolumbie,  Chile a  Ekvádor postoupily na Mistrovství světa ve fotbale 2014.
- Uruguay postoupila do mezikontinentální baráže.

## Zápasy
Zápasy byly hrány od 7. října 2011 do 15. října 2013.

### Kolo 1
| 7. října 2011 17:00 UTC-2            |        |                                |                                               |
| Uruguay                              | 4 – 2  | Bolívie                        | Estadio Centenario, Montevideo diváci: 25 500 |
| Suárez 3' Lugano 25', 71' Cavani 34' | Report | Cardozo 17' Martins 87' (pen.) | Estadio Centenario, Montevideo diváci: 25 500 |

| 7. října 2011 20:15 UTC-5 |        |          |                                       |
| Peru                      | 2 – 0  | Paraguay | Estadio Nacional, Lima diváci: 39 600 |
| Guerrero 46', 71'         | Report |          | Estadio Nacional, Lima diváci: 39 600 |

| 7. října 2011 20:10 UTC-3      |        |               |                                                                          |
| Argentina                      | 4 – 1  | Chile         | Estadio Monumental Antonio Vespucio Liberti, Buenos Aires diváci: 26 161 |
| Higuaín 7', 52', 63' Messi 25' | Report | Fernández 59' | Estadio Monumental Antonio Vespucio Liberti, Buenos Aires diváci: 26 161 |

| 7. října 2011 16:05 UTC-5 |        |           |                                                  |
| Ekvádor                   | 2 – 0  | Venezuela | Estadio Olímpico Atahualpa, Quito diváci: 32 278 |
| J. Ayoví 15' Benítez 28'  | Report |           | Estadio Olímpico Atahualpa, Quito diváci: 32 278 |

### Kolo 2
| 11. října 2011 20:20 UTC-4:30 |        |           |                                                                |
| Venezuela                     | 1 – 0  | Argentina | Estadio José Antonio Anzoátegui, Puerto La Cruz diváci: 35 600 |
| Amorebieta 61'                | Report |           | Estadio José Antonio Anzoátegui, Puerto La Cruz diváci: 35 600 |

| 11. října 2011 19:45 UTC-3 |        |            |                                                       |
| Paraguay                   | 1 – 1  | Uruguay    | Estadio Defensores del Chaco, Asunción diváci: 12 922 |
| Ortiz 90'                  | Report | Forlán 67' | Estadio Defensores del Chaco, Asunción diváci: 12 922 |

| 11. října 2011 19:45 UTC-3                     |        |                        |                                                                     |
| Chile                                          | 4 – 2  | Peru                   | Estadio Monumental David Arellano, Santiago de Chile diváci: 39 000 |
| Ponce 2' Vargas 18' Medel 47' Suazo 63' (pen.) | Report | Pizarro 49' Farfán 59' | Estadio Monumental David Arellano, Santiago de Chile diváci: 39 000 |

| 11. října 2011 16:00 UTC-4 |        |                        |                                               |
| Bolívie                    | 1 – 2  | Kolumbie               | Estadio Hernando Siles, La Paz diváci: 33 155 |
| Flores 84'                 | Report | Pabón 48' Falcao 90+2' | Estadio Hernando Siles, La Paz diváci: 33 155 |

### Kolo 3
| 11. listopadu 2011 17:00 UTC−3 |        |            |                                                                          |
| Argentina                      | 1 – 1  | Bolívie    | Estadio Monumental Antonio Vespucio Liberti, Buenos Aires diváci: 27 592 |
| Lavezzi 60'                    | Report | Moreno 55' | Estadio Monumental Antonio Vespucio Liberti, Buenos Aires diváci: 27 592 |

| 11. listopadu 2011 21:00 UTC−3 |        |             |                                                       |
| Paraguay                       | 2 – 1  | Ekvádor     | Estadio Defensores del Chaco, Asunción diváci: 11 173 |
| Riveros 47' Verón 57'          | Report | Rojas 90+2' | Estadio Defensores del Chaco, Asunción diváci: 11 173 |

| 11. listopadu 2011 19:00 UTC−5 |        |                  |                                                                     |
| Kolumbie                       | 1 – 1  | Venezuela        | Estadio Metropolitano Roberto Meléndez, Barranquilla diváci: 43 953 |
| Guarín 11'                     | Report | F. Feltscher 78' | Estadio Metropolitano Roberto Meléndez, Barranquilla diváci: 43 953 |

| 11. listopadu 2011 20:00 UTC−2 |        |       |                                               |
| Uruguay                        | 4 – 0  | Chile | Estadio Centenario, Montevideo diváci: 40 500 |
| Suárez 42', 45', 67', 73'      | Report |       | Estadio Centenario, Montevideo diváci: 40 500 |

### Kolo 4
| 15. listopadu 2011 16:00 UTC−5 |        |                      |                                                                     |
| Kolumbie                       | 1 – 2  | Argentina            | Estadio Metropolitano Roberto Meléndez, Barranquilla diváci: 49 600 |
| Pabón 45'                      | Report | Messi 61' Agüero 84' | Estadio Metropolitano Roberto Meléndez, Barranquilla diváci: 49 600 |

| 15. listopadu 2011 20:30 UTC−4:30 |        |         |                                                    |
| Venezuela                         | 1 – 0  | Bolívie | Estadio Pueblo Nuevo, San Cristóbal diváci: 33 351 |
| Vizcarrondo 24'                   | Report |         | Estadio Pueblo Nuevo, San Cristóbal diváci: 33 351 |

| 15. listopadu 2011 20:30 UTC−3 |        |          |                                                    |
| Chile                          | 2 – 0  | Paraguay | Estadio Nacional, Santiago de Chile diváci: 44 726 |
| Contreras 28' Campos 85'       | Report |          | Estadio Nacional, Santiago de Chile diváci: 44 726 |

| 15. listopadu 2011 16:00 UTC−5 |        |      |                                                  |
| Ekvádor                        | 2 – 0  | Peru | Estadio Olímpico Atahualpa, Quito diváci: 34 481 |
| Méndez 70' Benítez 89'         | Report |      | Estadio Olímpico Atahualpa, Quito diváci: 34 481 |

### Kolo 5
| 2. června 2012 15:00 UTC-3 |        |            |                                               |
| Uruguay                    | 1 – 1  | Venezuela  | Estadio Centenario, Montevideo diváci: 57 000 |
| Forlán 38'                 | Report | Rondón 84' | Estadio Centenario, Montevideo diváci: 57 000 |

| 2. června 2012 16:10 UTC-4 |        |                          |                                               |
| Bolívie                    | 0 – 2  | Chile                    | Estadio Hernando Siles, La Paz diváci: 34 389 |
|                            | Report | Aránguiz 45+3' Vidal 83' | Estadio Hernando Siles, La Paz diváci: 34 389 |

| 2. června 2012 19:30 UTC-3                    |        |         |                                                                          |
| Argentina                                     | 4 – 0  | Ekvádor | Estadio Monumental Antonio Vespucio Liberti, Buenos Aires diváci: 50 000 |
| Agüero 20' Higuaín 30' Messi 32' Di María 76' | Report |         | Estadio Monumental Antonio Vespucio Liberti, Buenos Aires diváci: 50 000 |

| 3. června 2012 17:00 UTC-5 |        |               |                                       |
| Peru                       | 0 – 1  | Kolumbie      | Estadio Nacional, Lima diváci: 35 724 |
|                            | Report | Rodríguez 52' | Estadio Nacional, Lima diváci: 35 724 |

### Kolo 6
| 9. června 2012 16:00 UTC−4 |        |             |                                               |
| Bolívie                    | 3 – 1  | Paraguay    | Estadio Hernando Siles, La Paz diváci: 17 320 |
| Peña 10' Escobar 70', 80'  | Report | Riveros 83' | Estadio Hernando Siles, La Paz diváci: 17 320 |

| 9. června 2012 18:05 UTC−4:30 |        |                              |                                                                |
| Venezuela                     | 0 – 2  | Chile                        | Estadio José Antonio Anzoátegui, Puerto La Cruz diváci: 35 000 |
|                               | Report | Fernández 85' Aránguiz 90+1' | Estadio José Antonio Anzoátegui, Puerto La Cruz diváci: 35 000 |

| 10. června 2012 15:30 UTC−3                       |        |                              |                                               |
| Uruguay                                           | 4 – 2  | Peru                         | Estadio Centenario, Montevideo diváci: 55 000 |
| Coates 15' Pereira 29' Rodríguez 63' Eguren 90+4' | Report | Godín 39' (vl.) Guerrero 48' | Estadio Centenario, Montevideo diváci: 55 000 |

| 10. června 2012 16:00 UTC−5 |        |          |                                                  |
| Ekvádor                     | 1 − 0  | Kolumbie | Estadio Olímpico Atahualpa, Quito diváci: 37 353 |
| Benítez 54'                 | Report |          | Estadio Olímpico Atahualpa, Quito diváci: 37 353 |

### Kolo 7
| 7. září 2012 15:30 UTC−5                |        |         |                                                                     |
| Kolumbie                                | 4 – 0  | Uruguay | Estadio Metropolitano Roberto Meléndez, Barranquilla diváci: 45 000 |
| Falcao 2' Gutiérrez 47', 52' Zúñiga 90' | Report |         | Estadio Metropolitano Roberto Meléndez, Barranquilla diváci: 45 000 |

| 7. září 2012 16:00 UTC−5 |        |         |                                                  |
| Ekvádor                  | 1 – 0  | Bolívie | Estadio Olímpico Atahualpa, Quito diváci: 32 213 |
| Caicedo 74' (pen.)       | Report |         | Estadio Olímpico Atahualpa, Quito diváci: 32 213 |

| 7. září 2012 20:10 UTC−3          |        |                   |                                                      |
| Argentina                         | 3 – 1  | Paraguay          | Estadio Mario Alberto Kempes, Córdoba diváci: 51 000 |
| Di María 3' Higuaín 30' Messi 64' | Report | Fabbro 17' (pen.) | Estadio Mario Alberto Kempes, Córdoba diváci: 51 000 |

| 7. září 2012 20:25 UTC−5 |        |            |                                       |
| Peru                     | 2 – 1  | Venezuela  | Estadio Nacional, Lima diváci: 34 703 |
| Farfán 47', 59'          | Report | Arango 43' | Estadio Nacional, Lima diváci: 34 703 |

### Kolo 8
| 11. září 2012 20:25 UTC−5 |        |             |                                       |
| Peru                      | 1 − 1  | Argentina   | Estadio Nacional, Lima diváci: 34 111 |
| Zambrano 22'              | Report | Higuaín 38' | Estadio Nacional, Lima diváci: 34 111 |

| 11. září 2012 18:30 UTC−3 |        |                   |                                               |
| Uruguay                   | 1 – 1  | Ekvádor           | Estadio Centenario, Montevideo diváci: 38 000 |
| Cavani 67'                | Report | Caicedo 8' (pen.) | Estadio Centenario, Montevideo diváci: 38 000 |

| 11. září 2012 16:30 UTC−3 |        |                                        |                                                                     |
| Chile                     | 1 – 3  | Kolumbie                               | Estadio Monumental David Arellano, Santiago de Chile diváci: 38 000 |
| Fernández 42'             | Report | Rodríguez 58' Falcao 73' Gutiérrez 76' | Estadio Monumental David Arellano, Santiago de Chile diváci: 38 000 |

| 11. září 2012 19:25 UTC−4 |        |                 |                                                       |
| Paraguay                  | 0 – 2  | Venezuela       | Estadio Defensores del Chaco, Asunción diváci: 13 680 |
|                           | Report | Rondón 45', 68' | Estadio Defensores del Chaco, Asunción diváci: 13 680 |

### Kolo 9
| 12. října 2012 21:00 UTC–3 |        |         |                                                     |
| Argentina                  | 3 – 0  | Uruguay | Estadio Malvinas Argentinas, Mendoza diváci: 31 997 |
| Messi 66', 80' Agüero 75'  | Report |         | Estadio Malvinas Argentinas, Mendoza diváci: 31 997 |

| 12. října 2012 15:30 UTC–5 |        |          |                                                                     |
| Kolumbie                   | 2 – 0  | Paraguay | Estadio Metropolitano Roberto Meléndez, Barranquilla diváci: 45 000 |
| Falcao 52', 90'            | Report |          | Estadio Metropolitano Roberto Meléndez, Barranquilla diváci: 45 000 |

| 12. října 2012 16:00 UTC–5      |        |                   |                                                  |
| Ekvádor                         | 3 – 1  | Chile             | Estadio Olímpico Atahualpa, Quito diváci: 32 600 |
| Caicedo 33', 56' Castillo 90+3' | Report | Paredes 25' (vl.) | Estadio Olímpico Atahualpa, Quito diváci: 32 600 |

| 12. října 2012 16:00 UTC–4 |        |            |                                               |
| Bolívie                    | 1 – 1  | Peru       | Estadio Hernando Siles, La Paz diváci: 36 500 |
| Chumacero 51'              | Report | Mariño 21' | Estadio Hernando Siles, La Paz diváci: 36 500 |

### Kolo 10
| 16. října 2012 16:00 UTC−4      |        |            |                                               |
| Bolívie                         | 4 – 1  | Uruguay    | Estadio Hernando Siles, La Paz diváci: 25 402 |
| Saucedo 6', 51', 55' Mojica 26' | Report | Suárez 81' | Estadio Hernando Siles, La Paz diváci: 25 402 |

| 16. října 2012 19:00 UTC−3 |        |      |                                                       |
| Paraguay                   | 1 – 0  | Peru | Estadio Defensores del Chaco, Asunción diváci: 10 114 |
| Aguilar 54'                | Report |      | Estadio Defensores del Chaco, Asunción diváci: 10 114 |

| 16. října 2012 21:05 UTC−3 |        |                       |                                                    |
| Chile                      | 1 – 2  | Argentina             | Estadio Nacional, Santiago de Chile diváci: 45 000 |
| Gutiérrez 90+2'            | Report | Messi 28' Higuaín 31' | Estadio Nacional, Santiago de Chile diváci: 45 000 |

| 16. října 2012 17:30 UTC−4:30 |        |              |                                                                |
| Venezuela                     | 1 – 1  | Ekvádor      | Estadio José Antonio Anzoátegui, Puerto La Cruz diváci: 35 076 |
| Arango 6'                     | Report | Castillo 22' | Estadio José Antonio Anzoátegui, Puerto La Cruz diváci: 35 076 |

### Kolo 11
| 22. března 2013 21:00 UTC−3       |        |           |                                                                          |
| Argentina                         | 3 – 0  | Venezuela | Estadio Monumental Antonio Vespucio Liberti, Buenos Aires diváci: 40 000 |
| Higuaín 29', 59' Messi 45' (pen.) | Report |           | Estadio Monumental Antonio Vespucio Liberti, Buenos Aires diváci: 40 000 |

| 22. března 2013 19:00 UTC−3 |        |             |                                               |
| Uruguay                     | 1 − 1  | Paraguay    | Estadio Centenario, Montevideo diváci: 32 000 |
| Suárez 82'                  | Report | Benítez 86' | Estadio Centenario, Montevideo diváci: 32 000 |

| 22. března 2013 21:10 UTC−5 |        |       |                                       |
| Peru                        | 1 – 0  | Chile | Estadio Nacional, Lima diváci: 43 000 |
| Farfán 87'                  | Report |       | Estadio Nacional, Lima diváci: 43 000 |

| 22. března 2013 15:00 UTC−5                                    |        |         |                                                                     |
| Kolumbie                                                       | 5 − 0  | Bolívie | Estadio Metropolitano Roberto Meléndez, Barranquilla diváci: 40 478 |
| Torres 20' Valdés 49' T. Gutiérrez 62' Falcao 86' Armero 90+3' | Report |         | Estadio Metropolitano Roberto Meléndez, Barranquilla diváci: 40 478 |

### Kolo 12
| 26. března 2013 16:00 UTC−4 |        |            |                                               |
| Bolívie                     | 1 – 1  | Argentina  | Estadio Hernando Siles, La Paz diváci: 35 000 |
| Martins 25'                 | Report | Banega 44' | Estadio Hernando Siles, La Paz diváci: 35 000 |

| 26. března 2013 16:00 UTC−5              |        |               |                                                  |
| Ekvádor                                  | 4 – 1  | Paraguay      | Estadio Olímpico Atahualpa, Quito diváci: 33 048 |
| Caicedo 38' Montero 50', 75' Benítez 54' | Report | Caballero 15' | Estadio Olímpico Atahualpa, Quito diváci: 33 048 |

| 26. března 2013 20:30 UTC−3 |        |         |                                                    |
| Chile                       | 2 – 0  | Uruguay | Estadio Nacional, Santiago de Chile diváci: 43 816 |
| Paredes 10' Vargas 78'      | Report |         | Estadio Nacional, Santiago de Chile diváci: 43 816 |

| 26. března 2013 19:30 UTC−4:30 |        |          |                                                               |
| Venezuela                      | 1 – 0  | Kolumbie | Estadio Polideportivo Cachamay, Ciudad Guayana diváci: 41 250 |
| Rondón 13'                     | Report |          | Estadio Polideportivo Cachamay, Ciudad Guayana diváci: 41 250 |

### Kolo 13
| 7. června 2013 19:05 UTC−3 |        |          |                                                                          |
| Argentina                  | 0 – 0  | Kolumbie | Estadio Monumental Antonio Vespucio Liberti, Buenos Aires diváci: 44 807 |
|                            | Report |          | Estadio Monumental Antonio Vespucio Liberti, Buenos Aires diváci: 44 807 |

| 7. června 2013 16:00 UTC−4 |        |            |                                               |
| Bolívie                    | 1 – 1  | Venezuela  | Estadio Hernando Siles, La Paz diváci: 10 155 |
| Campos 86'                 | Report | Arango 58' | Estadio Hernando Siles, La Paz diváci: 10 155 |

| 7. června 2013 20:10 UTC−4 |        |                      |                                                       |
| Paraguay                   | 1 – 2  | Chile                | Estadio Defensores del Chaco, Asunción diváci: 30 000 |
| Santa Cruz 88'             | Report | Vargas 41' Vidal 56' | Estadio Defensores del Chaco, Asunción diváci: 30 000 |

| 7. června 2013 21:10 UTC−5 |        |         |                                       |
| Peru                       | 1 – 0  | Ekvádor | Estadio Nacional, Lima diváci: 37 000 |
| Pizarro 12'                | Report |         | Estadio Nacional, Lima diváci: 37 000 |

### Kolo 14
| 11. června 2013 16:00 UTC−5 |        |                  |                                                  |
| Ekvádor                     | 1 – 1  | Argentina        | Estadio Olímpico Atahualpa, Quito diváci: 35 000 |
| Castillo 17'                | Report | Agüero 4' (pen.) | Estadio Olímpico Atahualpa, Quito diváci: 35 000 |

| 11. června 2013 20:30 UTC−4        |        |             |                                                    |
| Chile                              | 3 – 1  | Bolívie     | Estadio Nacional, Santiago de Chile diváci: 45 000 |
| Vargas 16' Sánchez 18' Vidal 90+3' | Report | Martins 32' | Estadio Nacional, Santiago de Chile diváci: 45 000 |

| 11. června 2013 15:30 UTC−5     |        |      |                                                                     |
| Kolumbie                        | 2 – 0  | Peru | Estadio Metropolitano Roberto Meléndez, Barranquilla diváci: 42 265 |
| Falcao 13' (pen.) Gutiérrez 45' | Report |      | Estadio Metropolitano Roberto Meléndez, Barranquilla diváci: 42 265 |

| 11. června 2013 19:30 UTC−4:30 |        |            |                                                               |
| Venezuela                      | 0 – 1  | Uruguay    | Estadio Polideportivo Cachamay, Ciudad Guayana diváci: 36 297 |
|                                | Report | Cavani 28' | Estadio Polideportivo Cachamay, Ciudad Guayana diváci: 36 297 |

### Kolo 15
| 6. září 2013 18:30 UTC−4                      |        |         |                                                       |
| Paraguay                                      | 4 – 0  | Bolívie | Estadio Defensores del Chaco, Asunción diváci: 10 000 |
| Fabbro 17' Santa Cruz 47' Ortiz 81' Gómez 84' | Report |         | Estadio Defensores del Chaco, Asunción diváci: 10 000 |

| 6. září 2013 20:30 UTC−4          |        |           |                                                    |
| Chile                             | 3 – 0  | Venezuela | Estadio Nacional, Santiago de Chile diváci: 45 000 |
| Vargas 11' González 30' Vidal 85' | Report |           | Estadio Nacional, Santiago de Chile diváci: 45 000 |

| 6. září 2013 21:30 UTC−5 |        |                        |                                       |
| Peru                     | 1 – 2  | Uruguay                | Estadio Nacional, Lima diváci: 50 000 |
| Farfán 84'               | Report | Suárez 43' (pen.), 67' | Estadio Nacional, Lima diváci: 50 000 |

| 6. září 2013 17:00 UTC−5 |        |         |                                                                     |
| Kolumbie                 | 1 – 0  | Ekvádor | Estadio Metropolitano Roberto Meléndez, Barranquilla diváci: 45 000 |
| Rodríguez 31'            | Report |         | Estadio Metropolitano Roberto Meléndez, Barranquilla diváci: 45 000 |

### Kolo 16
| 10. září 2013 19:00 UTC−3 |        |          |                                               |
| Uruguay                   | 2 – 0  | Kolumbie | Estadio Centenario, Montevideo diváci: 35 000 |
| Cavani 77' Stuani 81'     | Report |          | Estadio Centenario, Montevideo diváci: 35 000 |

| 10. září 2013 16:00 UTC−4 |        |                    |                                               |
| Bolívie                   | 1 – 1  | Ekvádor            | Estadio Hernando Siles, La Paz diváci: 15 000 |
| Arrascaita 47'            | Report | Caicedo 58' (pen.) | Estadio Hernando Siles, La Paz diváci: 15 000 |

| 10. září 2013 21:40 UTC−4 |        |                                                                       |                                                       |
| Paraguay                  | 2 – 5  | Argentina                                                             | Estadio Defensores del Chaco, Asunción diváci: 27 000 |
| Núñez 17' Santa Cruz 86'  | Report | Messi 12' (pen.), 53' (pen.) Agüero 32' Di María 50' M. Rodríguez 90' | Estadio Defensores del Chaco, Asunción diváci: 27 000 |

| 10. září 2013 19:25 UTC−4:30                |        |                          |                                                                |
| Venezuela                                   | 3 – 2  | Peru                     | Estadio José Antonio Anzoátegui, Puerto La Cruz diváci: 20 000 |
| Rondón 37' C. González 62' (pen.) Otero 77' | Report | Hurtado 20' Zambrano 88' | Estadio José Antonio Anzoátegui, Puerto La Cruz diváci: 20 000 |

### Kolo 17
| 11. října 2013 20:00 UTC−3   |        |             |                                                                          |
| Argentina                    | 3 – 1  | Peru        | Estadio Monumental Antonio Vespucio Liberti, Buenos Aires diváci: 28 977 |
| Lavezzi 23', 35' Palacio 47' | Report | Pizarro 21' | Estadio Monumental Antonio Vespucio Liberti, Buenos Aires diváci: 28 977 |

| 11. října 2013 16:00 UTC−5 |        |         |                                                  |
| Ekvádor                    | 1 – 0  | Uruguay | Estadio Olímpico Atahualpa, Quito diváci: 32 996 |
| Montero 30'                | Report |         | Estadio Olímpico Atahualpa, Quito diváci: 32 996 |

| 11. října 2013 16:00 UTC−5                     |        |                                   |                                                                     |
| Kolumbie                                       | 3 – 3  | Chile                             | Estadio Metropolitano Roberto Meléndez, Barranquilla diváci: 40 388 |
| T. Gutiérrez 69' Falcao 75' (pen.), 84' (pen.) | Report | Vidal 19' (pen.) Sánchez 22', 29' | Estadio Metropolitano Roberto Meléndez, Barranquilla diváci: 40 388 |

| 11. října 2013 16:30 UTC−4:30 |        |                |                                                                     |
| Venezuela                     | 1 – 1  | Paraguay       | Estadio Polideportivo de Pueblo Nuevo, San Cristóbal diváci: 27 277 |
| Seijas 83'                    | Report | É. Benítez 28' | Estadio Polideportivo de Pueblo Nuevo, San Cristóbal diváci: 27 277 |

### Kolo 18
| 15. října 2013 21:30 UTC−2                   |        |                       |                                               |
| Uruguay                                      | 3 – 2  | Argentina             | Estadio Centenario, Montevideo diváci: 55 000 |
| C. Rodríguez 6' Suárez 34' (pen.) Cavani 49' | Report | M. Rodríguez 15', 41' | Estadio Centenario, Montevideo diváci: 55 000 |

| 15. října 2013 20:30 UTC−3 |        |                |                                                      |
| Paraguay                   | 1 – 2  | Kolumbie       | Estadio Defensores del Chaco, Asunción diváci: 7 142 |
| J. L. Rojas 7'             | Report | Yepes 38', 56' | Estadio Defensores del Chaco, Asunción diváci: 7 142 |

| 15. října 2013 20:30 UTC−3 |        |             |                                           |
| Chile                      | 2 – 1  | Ekvádor     | Estadio Nacional, Santiago diváci: 47 458 |
| Sánchez 35' Medel 38'      | Report | Caicedo 66' | Estadio Nacional, Santiago diváci: 47 458 |

| 15. října 2013 21:15 UTC−5 |        |                |                                                  |
| Peru                       | 1 – 1  | Bolívie        | Estadio Nacional, Lima diváci: 0 (trest od FIFA) |
| Yotún 19'                  | Report | Bejarano 45+2' | Estadio Nacional, Lima diváci: 0 (trest od FIFA) |

## Statistika
Údaje platné pouze k zóně CONMEBOL v tomto kvalifikačním cyklu (včetně baráže):
Nejlepší střelec
- Luis Alberto Suárez (11 gólů)

Mužstvo s nejvíce nastřílenými brankami
- Argentina (35 gólů, skóre 35:15, průměr 2,2 vstřelených gólů na zápas, 16 odehraných zápasů, 9 výher, 5 remíz, 2 prohry)